# Alexander Chernikov
Alexander Chernikov (ur. 16 sierpnia 1989 w Nowym Jorku) – austriacki wioślarz.

## Osiągnięcia
- Mistrzostwa Świata Juniorów – Pekin 2007 – dwójka bez sternika – 5. miejsce[1].
- Mistrzostwa Europy – Ateny 2008 – czwórka bez sternika wagi lekkiej – 9. miejsce[1].
- Mistrzostwa Świata – Linz 2008 – ósemka wagi lekkiej – 7. miejsce[1].
- Mistrzostwa Świata – Poznań 2009 – ósemka wagi lekkiej – 8. miejsce[1].